# Manillavägen

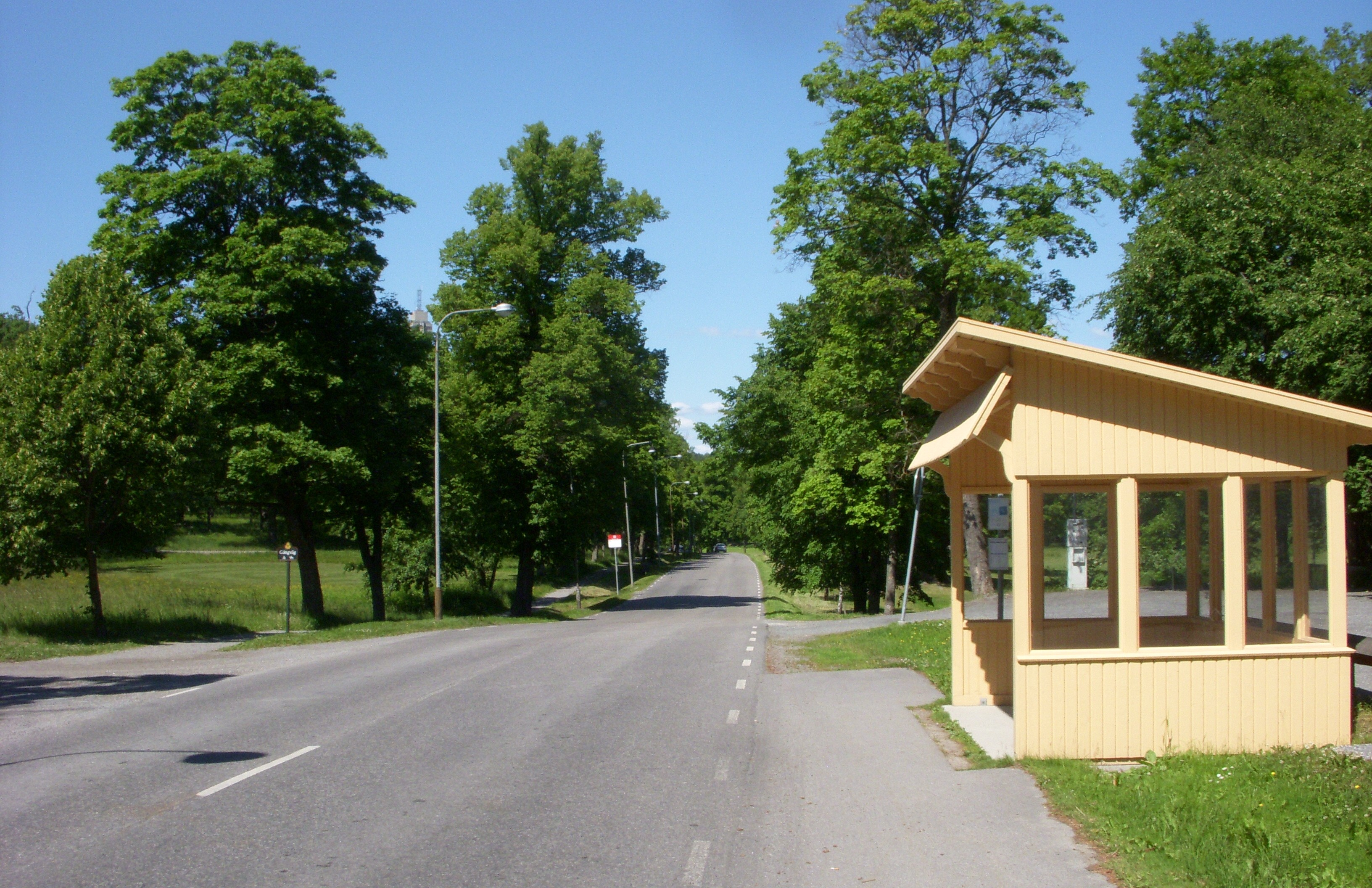
Manillavägen, vy mot norr, till höger syns nyupplagan av Holger Bloms busskur.

Manillavägen är en gata på Södra Djurgården i Stockholm. Den sträcker sig i nord-sydlig riktning tvärs över Södra Djurgården, från Djurgårdsbrunnsbron till Djurgårdsvägen vid Manillaskolan.
Manillavägen fick sitt namn 1954 efter området Manilla och Manillaskolan. Namnet Manilla går tillbaka till Gustav III:s tid. År 1790 överlät han ett landstycke här, vid Södra Djurgårdens södra strand, till Spaniens envoyé Ignacio Maria del Coral y Aquirre. Coral kallade stället "Manilla" (efter Filippinernas huvudstad Manilla som var spansk koloni) och han lät uppföra ett antal påkostade byggnader efter ritningar av Louis Jean Desprez.
Manillaskolan som är en statlig skola för döva och hörselskadade barn grundades av Pär Aron Borg år 1809. Den nuvarande institutionsbyggnaden stod klar 1864 och ritades av arkitekten Johan Adolf Hawerman.